# Cecelia Wolstenholme

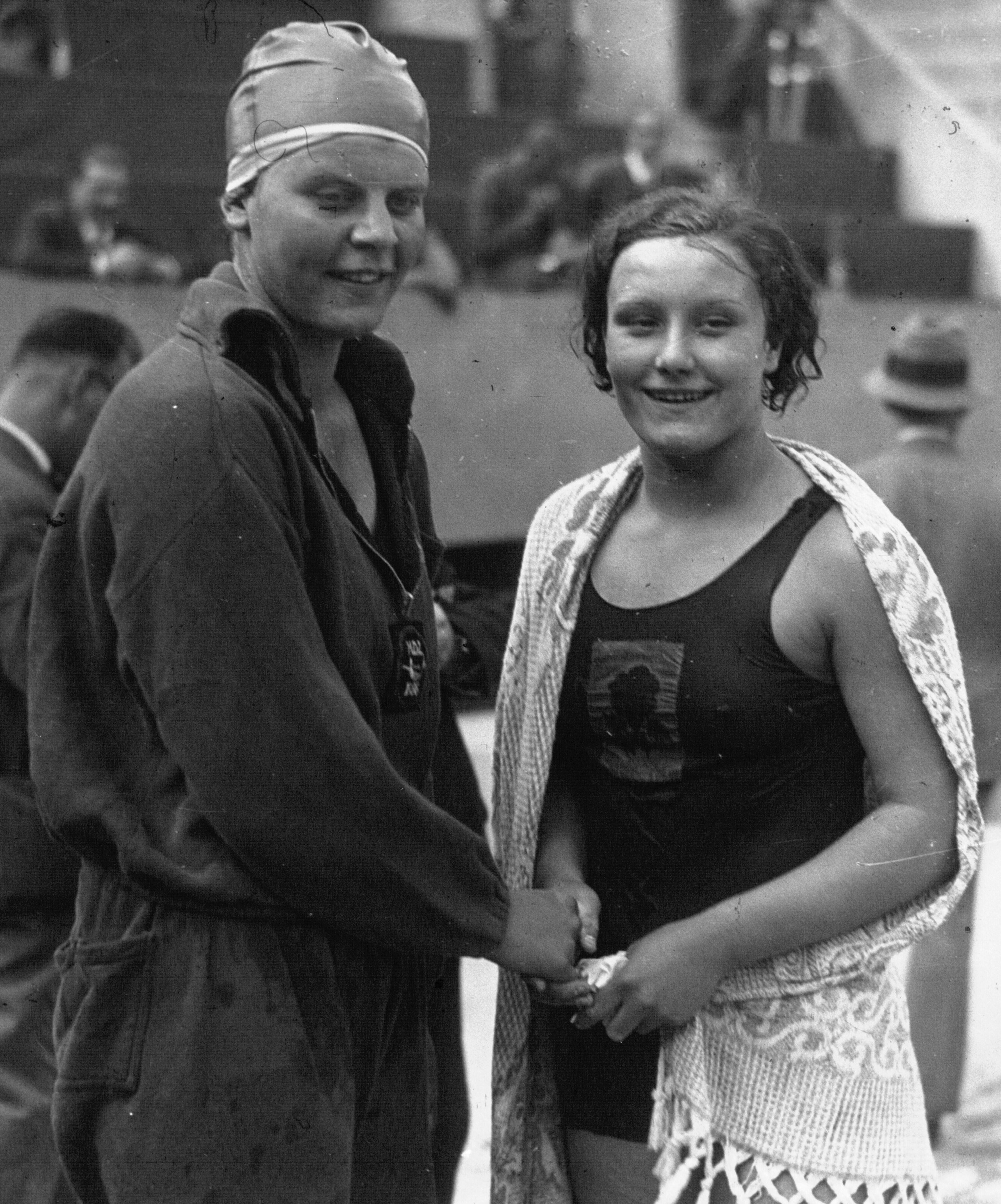
Jenny Kastein en Cecelia Wolstenholme (rechts) bij de Europese kampioenschappen zwemmen 1931

Cecelia (Celia) Wolstenholme (Withington, 18 mei 1915 – 1968) was een Brits zwemster, gespecialiseerd in de schoolslag.
Cecelia Wolstenholme, een vijf jaar oudere zus van de eveneens getalenteerde zwemster Beatrice Wolstenholme, werd in 1915 geboren in het Engelse Withington. Ze was lid van de Moss Side Swim Club en werd getraind door Jack Laverty en zijn dochter Nellie. Wolstenholme won goud op de 200 yards schoolslag bij de British Empire Games 1930 en op de 200 meter schoolslag bij de EK 1931. Ze nam op die laatste afstand ook deel aan de Olympische Zomerspelen 1932, maar bereikte met haar tijd niet de finales. Wolstenholme zette diverse wereldrecords op haar naam (waaronder de 400 en 500 meter schoolslag). Ze was gehuwd en moeder van drie zoons.